# Éparchie de Gorodets
L'éparchie de Gorodets (Городе́цкая епархия) est une éparchie (diocèse) de l'Église orthodoxe russe située en Russie regroupant les paroisses et les monastères de la partie nord de l'oblast de Nijni Novgorod, dans les limites des raïons de Chakhounia, Charanga, Gorodets, Kovernino, Krasnye Baki, Ouren, Semionov, Sokolskoïe, Tonkino, Tonchaïevo, de Varnavino, Vetlouga et de Voskressenskoïe. Il dépend du siège métropolitain de Nijni Novgorod.
Son siège est à Gorodets à la cathédrale de l'Icône-Théodore-de-la-Mère-de-Dieu, et sa co-cathédrale est la cathédrale Sainte-Catherine de Vetlouga.

## Histoire
L'archimandrite Néophyte (Korobov) est consacré évêque le 8 mai 1927 après être arrivé à Gorodets en pleine persécution contre l'Église orthodoxe. Il doit diriger un nouveau vicariat dépendant de l'éparchie de Nijni Novgorod et s'efforce de protéger les familles des prêtres victimes de la répression et de leur venir en aide. Il est muté le 1er août 1929 au vicariat de Vetlouga, sans successeur.
L'éparchie de Gorodets est érigée par le Saint-Synode de l'Église orthodoxe russe le 15 mars 2012, recevant son territoire de l'éparchie de Nijni Novgorod.

## Ordinaires
Vicariat de Gorodets
- Néophyte (Korobov) (8 mai 1927 - 1er août 1929)

Éparchie de Gorodets
- Augustin (Anissimov) (depuis le 8 avril 2012)

## Doyennés

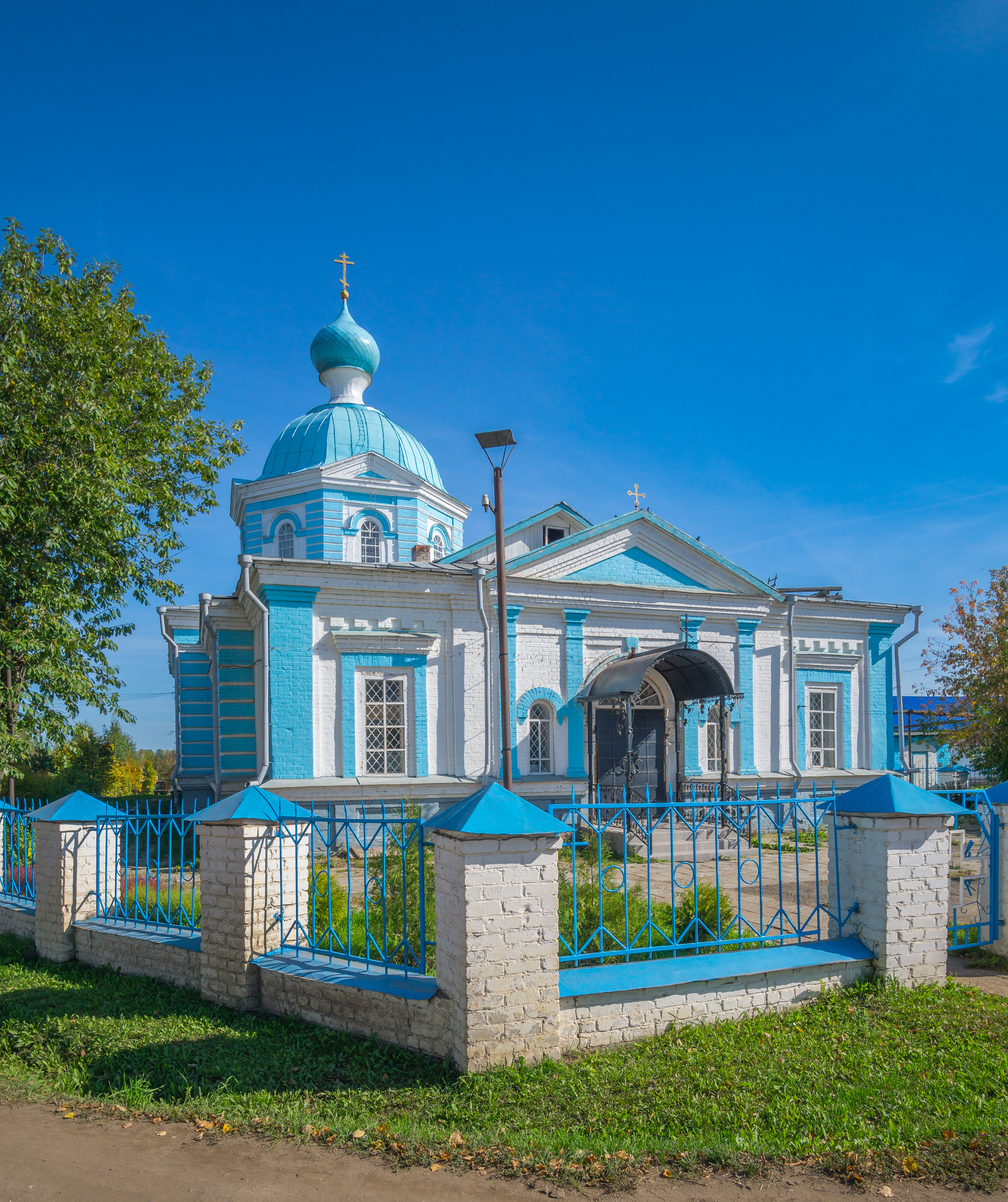
Église Saint-Nicolas de Tonchaïevo.

L'éparchie de Gorodets est divisée en neuf doyennés,:
- Doyenné de Charanga
- Doyenné de Gorodets
- Doyenné de Kovernino
- Doyenné d'Ouren
- Doyenné de Semionov
- Doyenné de Sokolskoïe
- Doyenné de Varnavino
- Doyenné de Vetlouga
- Doyenné de Voskressenskoïe

## Monastères
En activité

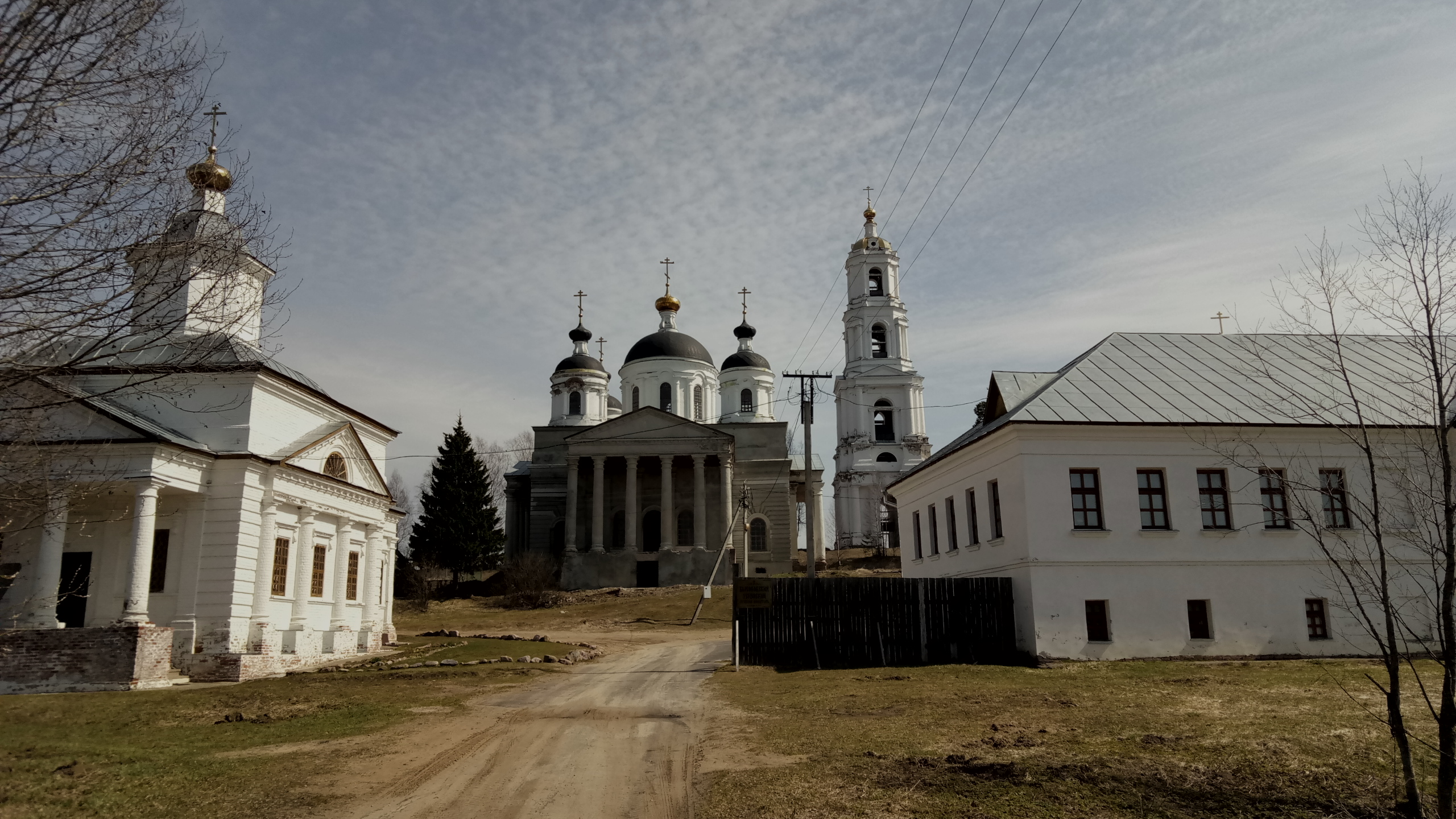
Monastère de Vyssokovo.

- Monastère de l'Assomption de Vyssokovo, dans le raïon de Vysskovo (moines)
- Monastère Féodorovski de Gorodets (moines)

Supprimés
- Monastère de la Trinité de Varnavino[8]
- Monastère de l'Annonciation de Kerjenets dans le village de Bolchoïe Olenovo du raïon de Semionov (moniales)

En outre la skite de la Trinité de Belbaj (dépendant du monastère de Diveïevo) sur le territoire de l'éparchie de Gorodets, dépend de l'éparchie de Nijni Novgorod (moniales)

## Enseignement
Il existe dans l'éparchie deux établissements secondaires orthodoxes:
- Le gymnasium Saint-Alexandre-Nevski de Zavoljié[9], inauguré le 1er octobre 2005[10];
- Le gymnasium Saint-Luc de Semionov[11], inauguré en l'an 2000[12].